# Sonya Walger
Sonya Walger est une actrice britannico-américaine, née le 6 juin 1974 à Hampstead (Londres, Royaume-Uni).
Elle est principalement connue pour ses rôles dans des séries télévisées. Ainsi, elle a joué dans Tell Me You Love Me, une série qui a créé une polémique aux États-Unis pour des scènes de sexe qui semblent être non simulées. Elle interprète également le rôle de Penelope Widmore (Penny) dans la série Lost : Les Disparus.

## Filmographie

### Cinéma
- 2011 : The Factory de Morgan O'Neill : Shelley Fletcher
- 2013 : Admission de Paul Weitz : Helen
- 2015 : The Escort de Will Slocombe : Samantha
- 2018 : Anon de Andrew Niccol : Kristen
- 2020 : Bad Impulse

### Télévision
- 1998 : Mort d'un pantin (Death of a Hollow Man), 2e épisode de la série télévisée Inspecteur Barnaby : Becky Smith
- 1999 : L'Arche de Noé (Noah's Ark) de John Irvin
- 2001 - 2002 : Le Journal intime d'un homme marié : Donna Barnes (20 épisodes)
- 2003 : Six Sexy : Sally Harper (9 épisodes)
- 2004 : Les Aventures de Flynn Carson : Le Mystère de la lance sacrée  : Nicole Noone
- 2004 - 2006 : Les Experts : Manhattan : Jane Parsons (10 épisodes)
- 2005 - 2006 : Sleeper Cell : Agent spécial Patrice Serxner (4 épisodes)
- 2006 : Numb3rs : Susan Berry (1 épisode)
- 2006 - 2010 : Lost : Les Disparus : Penelope Widmore
- 2007 : Tell Me You Love Me : Carolyn
- 2008 : Terminator : Les Chroniques de Sarah Connor : Michelle Dixon (3 épisodes)
- 2008 : Un cœur à l'écoute (Sweet Nothing in My Ear) : Joanna Tate
- 2009 : Flashforward : Olivia Benford
- 2010 : En analyse (In Treatment), saison 3 : Julia
- 2012 : Wes et Travis : Emma Ryan
- 2012 : New York, unité spéciale (saison 13, épisode 20) : Anne Barnes
- 2014 : Kate et Linda (The good sister) de Philippe Gagnon : Kate / Linda
- 2014 : Elementary : Angela White, Assistant U.S. Attorney.
- 2015 : Scandal : Catherine Winslow (saison 4).
- 2016 : The Catch : Margot Bishop
- 2016 : Criminal Minds: Beyond Borders : Marion Codwell
- 2018 : La Liste de nos rêves de Peter Hutchings : Claire
- 2019 : For All Mankind : Molly Cobb
- 2022 : Vers les étoiles : Hannah

## Voix françaises
En France, Stéphanie Lafforgue est la voix régulière de Sonya Walger depuis la série Le Journal intime d'un homme marié en 2001.
En France
| - Stéphanie Lafforgue dans (les séries télévisées) : - Le Journal intime d'un homme marié - Lost : Les Disparus - Tell Me You Love Me - Terminator : Les Chroniques de Sarah Connor - Flashforward - New York, unité spéciale - Wes et Travis - Parenthood - Scandal - Elementary - Scorpion - The Catch - Bloodline | - Julie Dumas dans : - The Leftovers (série télévisée) - Anon Et aussi - Faby Schneider dans Les Experts : Manhattan (série télévisée) - Marie-Laure Dougnac dans Numb3rs (série télévisée) - Chantal Baroin dans En analyse (série télévisée) - Anne Dolan dans For All Mankind (série télévisée) - Déborah Perret dans Vers les étoiles (série télévisée) |